# Eleição presidencial no Brasil em 1950
A eleição presidencial brasileira de 1950 foi a décima quinta eleição presidencial e a décima terceira direta no Brasil em outubro do mesmo ano.
Dutra apoiou o candidato Cristiano Machado do PSD. A UDN novamente lançou a candidatura do brigadeiro Eduardo Gomes. E Getúlio Vargas veio como candidato pela coligação entre o Partido Trabalhista Brasileiro (PTB) e o Partido Social Progressista (PSP). Apesar de não possuir o apoio de grande parte da mídia, Vargas obteve a maioria dos votos.
Até hoje, essa foi a primeira e única eleição amplamente democrática (desde 1945) que o vencedor não ganhou em Minas Gerais.

## Contexto histórico
Na eleição anterior, em 2 de dezembro de 1945, que sucedeu o período do Estado Novo de Getúlio Vargas, foi eleito o general Eurico Gaspar Dutra (PSD) para Presidente da República. O cargo de vice-presidente havia sido extinguido na época, mas foi restaurado pela Constituição de 1946. Em 19 de setembro de 1946, Nereu Ramos (PSD) foi eleito indiretamente para ocupar o cargo de vice-presidente.

### Constituição de 1946
De acordo com a Constituição de 1946, o mandato do presidente vigoraria por cinco anos. Assim, Dutra governara até 31 de janeiro de 1951, passando a faixa presidencial para o eleito nesta eleição. O direito ao voto foi permitido a todos os brasileiros com mais de dezoito anos de ambos os sexos, mas os analfabetos eram proibidos a votar. Foi determinado, também, que a eleição para presidente e vice-presidente ocorreriam de forma separada.

### Governo Dutra
O grande destaque a ser realizado sobre os anos do governo do presidente Eurico Gaspar Dutra esta relacionado com o início da Guerra Fria. A partir de 1946 e 1947, o quadro da bipolarização do mundo já se evidenciava, e o alto interesse dos Estados Unidos no Brasil transformava o país em um território de alta importância estratégica.
Havia um grande temor sobre o crescimento do comunismo no Brasil, pois o PCB (Partido Comunista Brasileiro) havia conseguido cerca de 9% dos votos na candidatura de Iedo Fiúza e, além disso, a presença dos comunistas entre organizações de trabalhadores era muito forte. Assim, o governo de Dutra alinhou-se com os interesses dos EUA e adotou uma política contrária ao comunismo. O PCB teve a legalidade cassada pelo Superior Tribunal Eleitoral e os sindicatos passaram a sofrer intervenção do governo Federal. Diante desses ataques, o PCB convocou a população à luta armada, contudo não conseguiu vasta adesão e perdeu expressão política.
Politicamente, Dutra afastou-se do varguismo e aliou-se à direitista UDN por meio do Acordo Interpartidário, que não duraria muito, acabando com a breve união entre PSD e UDN. Economicamente, Dutra aderiu aos princípios liberais, reduzindo os investimentos públicos e promovendo o arrocho salarial. O incentivo às importações dilapidou as reservas de moedas estrangeiras e desequilibrou as contas públicas com o crescimento da inflação. Para contrabalançar a economia estatal, Dutra lançou o Plano SALTE, com postulados intervencionistas próximos aos do varguismo. O Plano SALTE consistiu em um programa econômico quinquenal para o desenvolvimento das áreas da saúde, alimentação, energia e transporte. No entanto, muitas metas desse plano não foram atingidas por falta de recursos.
A primeira transmissão de uma emissora de televisão no Brasil tem início comercialmente em 18 de setembro de 1950, quando foi inaugurada a TV Tupi São Paulo (antecessora do SBT São Paulo) em São Paulo, com equipamentos trazidos por Assis Chateaubriand, fundando assim o primeiro canal de televisão do país. Quatro meses depois, em 20 de janeiro de 1951, entra no ar a TV Tupi Rio de Janeiro (antecessora da TV Manchete Rio de Janeiro e da RedeTV! Rio de Janeiro).

## Candidaturas
Quatro candidaturas à presidência e cinco à vice-presidência foram apresentadas à Justiça Eleitoral e estão apresentadas no quadro abaixo por ordem alfabética dos seus nomes
| Presidente                   | Presidente | Presidente | Cargo político anterior                       | Vice-presidente (apoiado) | Vice-presidente (apoiado) | Vice-presidente (apoiado) | Coligação                   |
| Candidato                    | Partido    | Partido    | Cargo político anterior                       | Candidato                 | Partido                   | Partido                   | Coligação                   |
| ---------------------------- | ---------- | ---------- | --------------------------------------------- | ------------------------- | ------------------------- | ------------------------- | --------------------------- |
| Cristiano Machado (Campanha) |            | PSD        | Deputado federal por Minas Gerais (1946-1951) | Altino Arantes            |                           | PSD                       | (PSD, PR, POT, PST)         |
| Eduardo Gomes (Campanha)     |            | UDN        | Sem cargo político anterior                   | Odilon Braga              |                           | UDN                       | (UDN, PDC, PL, PRP)         |
| Getúlio Vargas (Campanha)    |            | PTB        | Senador pelo Rio Grande do Sul (1946-1951)    | Café Filho                |                           | PSP                       | Frente Populista (PTB, PSP) |
| João Mangabeira (Campanha)   |            | PSB        | Deputado federal pela Bahia (1947-1951)       | Alípio Correia Neto       |                           | PSB                       | Sem coligação               |
| Sem apoio                    | Sem apoio  | Sem apoio  | Sem apoio                                     | Vitorino Freire           |                           | PST                       | (PST, PTN)                  |

### Getúlio Vargas (PTB)
A coligação do Partido Trabalhista Brasileiro (PTB) e do Partido Social Progressista (PSP), sendo o primeiro de centro-esquerda e o segundo de direita, com o PTB sendo trabalhista e o PSP sendo um partido populista de direita, lançou o ex-presidente Getúlio Vargas como candidato a Presidente da República e Café Filho como candidato à vice-presidência. Vargas era pertencente e fundador do PTB, e havia governado o país anteriormente por quinze anos. Ex-presidente, quando ele teve de largar a Presidência em 1945, ele ainda continuou na cena política, sendo eleito em 1945 senador pelo Rio Grande do Sul. Vargas haveria utilizado da propaganda para promoção pessoal na vida política, e assim ele sempre foi representado junto ao povo. Vargas teria sido um presidente trabalhista e que mais coisas teria feito pelos trabalhadores, como por exemplo, a criação de leis trabalhistas. Desta forma, ele era considerado o "pai dos pobres", e o povo o admirava. Outro fator importante além da admiração dele pelo povo, foi o nacionalismo na campanha "o petróleo é nosso", que favoreceu as empresas brasileiras.
Algo, que foi marca da campanha de Vargas em 1950, foi o seu jingle de campanha, que era uma marchinha de carnaval e chamava-se "Retrato do Velho":
"Bota o retrato do velho outra vez

Eduardo Gomes em campanha para presidente.

Bota no mesmo lugar
Bota o retrato do velho outra vez
Bota no mesmo lugar
O sorriso do velhinho faz a gente trabalhar
O sorriso do velhinho faz a gente trabalhar
Eu já botei o meu
E tu, não vais botar?
Eu já enfeitei o meu
E tu, vais enfeitar?
O sorriso do velhinho faz a gente se animar
O sorriso do velhinho faz a gente se animar"

### Eduardo Gomes (UDN)
Pela coligação da União Democrática Nacional, do Partido de Representação Popular, do Partido Democrata Cristão, e do Partido Libertador, foi lançado o mesmo candidato da eleição anterior, o tenente-brigadeiro Eduardo Gomes da conservadora UDN. Para a vice-presidência foi lançado o mineiro Odilon Braga.

### Cristiano Machado (PSD)
A coligação do Partido Social Democrático, do Partido Republicano, do Partido Orientador Trabalhista, e do Partido Social Trabalhista, lançou o ex-prefeito de Belo Horizonte Cristiano Machado do centrista PSD e o ex-presidente do Estado de São Paulo Altino Arantes para vice. Muitos membros do PSD apoiaram Vargas em vez de Cristiano Machado, o que gerou a expressão "cristianizar" (lançar um candidato e apoiar outro).

### João Mangabeira (PSB)
O Partido Socialista Brasileiro  não fez coligação, e lançou o socialista democrático baiano João Mangabeira como candidato a presidente e Alípio Correia Neto como candidato a vice-presidente.

### Vitorino Freire (PST)
O Partido Social Trabalhista formou com o Partido Trabalhista Nacional uma coligação e lançou para a vice-presidência, sem apoiar nenhum candidato à presidência, o senador pelo Maranhão Vitorino Freire.

## Resultados

### Presidência da República
| Candidato               | Votação   | Votação |
| Candidato               | Total     | %       |
| ----------------------- | --------- | ------- |
| Getúlio Vargas (PTB)    | 3 849 040 | 48,73%  |
| Eduardo Gomes (UDN)     | 2 342 384 | 29,66%  |
| Cristiano Machado (PSD) | 1 697 193 | 21,49%  |
| João Mangabeira (PSB)   | 9 466     | 0,12%   |
| Total de votos válidos  | 7 898 083 | 95,67%  |
| Votos em branco         | 211 433   | 2,56%   |
| Votos nulos             | 145 473   | 1,76%   |
| Total                   | 8 254 989 | 100,00% |

| Estados/Territórios vencidos por Getúlio Vargas    |
| Estados/Territórios vencidos por Eduardo Gomes     |
| Estados/Territórios vencidos por Cristiano Machado |

| Estado/Território   | Getúlio Vargas | Eduardo Gomes | Cristiano Machado | João Mangabeira | Votos nominais | Votos brancos | Votos nulos | Votos apurados |
| ------------------- | -------------- | ------------- | ----------------- | --------------- | -------------- | ------------- | ----------- | -------------- |
| Acre                | 4 101          | 737           | 4 211             | —               | 9 049          | 168           | 47          | 9 264          |
| Alagoas             | 45 909         | 25 292        | 22 940            | 51              | 94 192         | 3 666         | 2 069       | 99 927         |
| Amapá               | 812            | 59            | 4 188             | —               | 5 059          | 87            | 23          | 5 169          |
| Amazonas            | 26 466         | 12 104        | 7 067             | 9               | 45 646         | 1 285         | 1 033       | 47 964         |
| Bahia               | 306 899        | 165 883       | 108 719           | 243             | 581 744        | 15 916        | 12 036      | 609 696        |
| Ceará               | 107 164        | 198 473       | 146 484           | 105             | 452 226        | 13 348        | 9 890       | 475 464        |
| Distrito Federal    | 378 015        | 169 263       | 29 642            | 3 017           | 579 937        | 19 415        | 8 479       | 607 831        |
| Espírito Santo      | 60 336         | 42 098        | 20 841            | 94              | 123 369        | 3 146         | 4 050       | 130 565        |
| Goiás               | 61 298         | 55 446        | 24 106            | 45              | 140 895        | 5 702         | 4 475       | 151 072        |
| Guaporé             | 2 595          | 412           | 646               | —               | 3 653          | 82            | 79          | 3 814          |
| Maranhão            | 64 160         | 14 806        | 70 989            | 6               | 149 961        | 3 954         | 4 775       | 158 690        |
| Mato Grosso         | 35 744         | 27 397        | 19 677            | 23              | 82 841         | 2 957         | 1 396       | 87 194         |
| Minas Gerais        | 418 194        | 441 690       | 409 402           | 356             | 1 269 642      | 33 259        | 27 725      | 1 330 626      |
| Pará                | 55 978         | 52 761        | 78 032            | 112             | 186 883        | 3 914         | 4 190       | 194 987        |
| Paraíba             | 125 463        | 108 852       | 20 660            | 67              | 255 042        | 7 868         | 2 215       | 265 125        |
| Paraná              | 169 036        | 41 353        | 54 635            | 182             | 265 206        | 6 379         | 2 889       | 274 474        |
| Pernambuco          | 172 565        | 121 275       | 94 595            | 195             | 388 630        | 8 875         | 6 684       | 404 189        |
| Piauí               | 25 370         | 73 547        | 60 445            | 6               | 159 368        | 3 993         | 2 942       | 166 303        |
| Rio Branco          | 1 845          | 59            | 645               | —               | 2 549          | 59            | 76          | 2 684          |
| Rio de Janeiro      | 274 588        | 110 942       | 36 502            | 499             | 422 531        | 11 264        | 15 849      | 449 644        |
| Rio Grande do Norte | 86 378         | 45 731        | 37 831            | 34              | 169 974        | 4 318         | 1 575       | 175 867        |
| Rio Grande do Sul   | 346 798        | 147 571       | 207 613           | 636             | 702 618        | 11 893        | 4 825       | 719 336        |
| Santa Catarina      | 110 398        | 101 386       | 59 501            | 27              | 271 312        | 4 357         | 4 062       | 279 731        |
| São Paulo           | 925 493        | 357 413       | 153 039           | 3 650           | 1 439 595      | 41 959        | 21 287      | 1 502 841      |
| Sergipe             | 43 435         | 27 834        | 24 783            | 109             | 96 161         | 3 569         | 2 802       | 102 532        |
| Total               | 3 849 040      | 2 342 384     | 1 697 193         | 9 466           | 7 898 083      | 211 433       | 145 473     | 8 254 989      |

(a) Os resultados referentes a Fernando de Noronha foram incluídos no Distrito Federal

### Vice-presidência da República
| Candidato                 | Votação   | Votação |
| Candidato                 | Votos     | %       |
| ------------------------- | --------- | ------- |
| Café Filho (PSP)          | 2 520 790 | 35,76%  |
| Odilon Braga (UDN)        | 2 344 841 | 33,26%  |
| Altino Arantes (PSD)      | 1 649 309 | 23,40%  |
| Vitorino Freire (PST)     | 524 079   | 7,43%   |
| Alípio Correia Neto (PSB) | 10 800    | 0,15%   |
| Total de votos válidos    | 7 049 719 | 85,39%  |
| Votos em branco           | 1 048 778 | 12,70%  |
| Votos nulos               | 156 392   | 1,91%   |
| Total                     | 8 254 989 | 100,00% |

| Estados/Territórios vencidos por Café Filho     |
| Estados/Territórios vencidos por Odilon Braga   |
| Estados/Territórios vencidos por Altino Arantes |
| Estado vencido por Vitorino Freire              |

| Estado/Território   | Café Filho | Odilon Braga | Altino Arantes | Vitorino Freire | Alípio C. Neto | Votos nominais | Votos brancos | Votos nulos | Votos apurados |
| ------------------- | ---------- | ------------ | -------------- | --------------- | -------------- | -------------- | ------------- | ----------- | -------------- |
| Acre                | 3 505      | 615          | 3 763          | 415             | —              | 8 298          | 919           | 47          | 9 264          |
| Alagoas             | 26 078     | 28 986       | 579            | 23 224          | 41             | 78 908         | 18 700        | 2 319       | 99 927         |
| Amapá               | 343        | 46           | 1 512          | 1 056           | —              | 2 957          | 2 191         | 21          | 5 169          |
| Amazonas            | 16 940     | 12 144       | 8 189          | 2 578           | 3              | 39 854         | 7 066         | 1 044       | 47 964         |
| Bahia               | 172 121    | 195 950      | 65 436         | 22 992          | 215            | 456 714        | 140 566       | 12 416      | 609 696        |
| Ceará               | 40 066     | 205 267      | 146 879        | 6 931           | 160            | 399 303        | 65 652        | 10 509      | 475 464        |
| Distrito Federal    | 376 575    | 166 496      | 13 949         | 5 632           | 1 467          | 564 119        | 35 054        | 8 658       | 607 831        |
| Espírito Santo      | 33 565     | 40 728       | 13 399         | 9 286           | 136            | 97 114         | 28 448        | 5 003       | 130 565        |
| Goiás               | 30 742     | 47 555       | 14 246         | 20 064          | 38             | 112 645        | 32 815        | 5 612       | 151 072        |
| Guaporé             | 2 289      | 337          | 5              | 864             | —              | 3 495          | 232           | 87          | 3 814          |
| Maranhão            | 57 942     | 16 233       | 728            | 71 773          | 1              | 146 677        | 7 156         | 4 857       | 158 690        |
| Mato Grosso         | 26 398     | 27 839       | 11 730         | 3 402           | 8              | 69 377         | 16 220        | 1 597       | 87 194         |
| Minas Gerais        | 163 801    | 499 101      | 518 313        | 16 030          | 644            | 1 197 889      | 104 889       | 27 848      | 1 330 626      |
| Pará                | 52 147     | 42 981       | 80 930         | 1 434           | 143            | 177 635        | 12 970        | 4 382       | 194 987        |
| Paraíba             | 47 769     | 103 908      | 14 773         | 8 795           | 28             | 175 273        | 87 571        | 2 281       | 265 125        |
| Paraná              | 114 771    | 48 465       | 66 194         | 1 702           | 172            | 231 304        | 39 606        | 3 564       | 274 474        |
| Pernambuco          | 119 837    | 124 065      | 57 448         | 50 856          | 145            | 352 351        | 44 686        | 7 152       | 404 189        |
| Piauí               | 17 821     | 72 970       | 9 472          | 53 894          | —              | 154 157        | 8 982         | 3 164       | 166 303        |
| Rio Branco          | 1 799      | 44           | 3              | 671             | —              | 2 517          | 88            | 79          | 2 684          |
| Rio de Janeiro      | 198 081    | 110 997      | 56 553         | 9 374           | 276            | 375 181        | 56 875        | 17 488      | 449 644        |
| Rio Grande do Norte | 89 607     | 43 513       | 7 433          | 22 861          | 3              | 163 417        | 10 567        | 1 883       | 175 867        |
| Rio Grande do Sul   | 220 965    | 158 479      | 208 491        | 1 938           | 299            | 590 172        | 124 714       | 4 450       | 719 336        |
| Santa Catarina      | 21 399     | 114 223      | 99 762         | 2 912           | 10             | 238 306        | 37 388        | 4 037       | 279 731        |
| São Paulo           | 658 601    | 255 069      | 225 544        | 184 428         | 6 899          | 1 330 541      | 147 347       | 24 953      | 1 502 841      |
| Sergipe             | 27 628     | 28 830       | 23 978         | 967             | 112            | 81 515         | 18 076        | 2 941       | 102 532        |
| Total               | 2 520 790  | 2 344 841    | 1 649 309      | 524 079         | 10 800         | 7 049 719      | 1 048 778     | 156 392     | 8 254 989      |

(a) Os resultados referentes a Fernando de Noronha foram incluídos no Distrito Federal.